# راینهارد گوست
راینهارد گوست (آلمانی: Reinhard Gust; ۱۰ دسامبر ۱۹۵۰) قایقران روئینگ اهل آلمان شرقی بود.
وی در مسابقات کشوری و بین‌المللی در مجموع برندهٔ ۱ مدال طلا، ۳ مدال نقره شده‌است.